# Tigrisoma
Tigrisoma is een geslacht van vogels uit de familie reigers (Ardeidae).

## Soorten
Het geslacht kent de volgende soorten:
- Tigrisoma fasciatum – Gestreepte tijgerroerdomp
- Tigrisoma lineatum – Rosse tijgerroerdomp
- Tigrisoma mexicanum – Mexicaanse tijgerroerdomp